# Aphanogmus floridanus
Aphanogmus floridanus är en stekelart som beskrevs av William Harris Ashmead 1893. Aphanogmus floridanus ingår i släktet Aphanogmus och familjen pysslingsteklar. Inga underarter finns listade i Catalogue of Life.